# Talsperre LaGrande
Die Talsperre LaGrande (englisch LaGrande Dam oder La Grande Dam) ist eine Talsperre im Bundesstaat Washington, USA. Sie staut den Nisqually River zu einem kleinen Stausee auf. Der Nisqually bildet an dieser Stelle die Grenze zwischen dem Pierce County und dem Thurston County. Das Kraftwerk der Talsperre befindet sich ungefähr 58 km (36 miles) südöstlich von Tacoma; die Alder-Talsperre liegt ca. 3 km flussaufwärts der Talsperre.

## Geschichte
Der Stadtrat von Tacoma beschloss 1909, ein Wasserkraftwerk am Nisqually zu errichten, um von privaten Stromerzeugern unabhängig zu werden. Ein Vorschlag des Stadtrats zur Ausgabe von Schuldverschreibungen in Höhe von 2,3 Mio. USD fand die Zustimmung der Bürger. Mit der Errichtung des Kraftwerks und des zugehörigen Absperrbauwerks wurde im Februar 1910 begonnen. Das Kraftwerk ging im November 1912 planmäßig in Betrieb.
Dieses erste Absperrbauwerk hatte eine Höhe von 10,7 m (35 ft) bzw. 13,7 m (45 ft); seine Länge betrug 68,5 m (225 ft). Es lag etwas flussaufwärts von der Stelle, an der sich heute die Alder-Talsperre befindet. Vom Absperrbauwerk führte ein Tunnel mit einer Länge von ca. 3 km (2 miles) zum Kraftwerk. Der erzeugte Strom wurde über eine 58 km (36 miles) lange 69-kV-Leitung nach Tacoma abgeführt und dort für 6 cents pro kWh verkauft.
Aufgrund des steigenden Strombedarfs der Stadt Tacoma wurde das ursprüngliche Absperrbauwerk in den 1940er Jahren durch die beiden Talsperren Alder und LaGrande ersetzt, wodurch sich die installierte Leistung von 24 MW auf 114 MW (Alder 50 MW; LaGrande 64 MW) erhöhte.
Die Errichtungskosten für die Talsperren Alder und LaGrande lagen bei 23,6 Mio. USD und damit bei mehr als dem Doppelten der ursprünglich veranschlagten 11 Mio. USD.

## Absperrbauwerk
Das Absperrbauwerk ist eine Gewichtsstaumauer aus Beton mit einer Höhe von 66 m (217 ft) über der Gründungssohle bzw. 58,5 m (192 ft) über dem Flussbett. Die Länge der Mauerkrone liegt bei 216 m (710 ft). Das Volumen des Bauwerks beträgt 65.000 m³ (85.000 cubic yards). Die Dicke der Staumauer beträgt an der Sohle 26 m (85 ft) und an der Krone 3,65 m (12 ft).

## Stausee
Beim normalen Stauziel von 285 m (935 ft) über dem Meeresspiegel erstreckt sich der Stausee über eine Fläche von rund 0,182 km² (45 Acres). Das minimale Stauziel liegt bei 277 m (910 ft).

## Kraftwerk
Das Kraftwerk befindet sich etwa 3 km flussabwärts von der Talsperre. Die installierte Leistung beträgt 64 MW. Die durchschnittliche Jahreserzeugung liegt bei 345 Mio. kWh. Das Kraftwerk ist im Besitz von Tacoma Power und wird auch von Tacoma Power betrieben.
Die ersten 4 Maschinen des Kraftwerks wurden 1912 installiert. Sie leisten jede maximal 6 MW. Eine weitere Maschine mit 40 MW wurde 1945 in Betrieb genommen. Der normale Durchfluss liegt bei 39,6 m³/s (1400 ft³/s).
Die Maschinenhalle des Kraftwerks wurde 1995 überflutet, als die Wasserführung des Nisqually den höchsten jemals verzeichneten Stand erreichte. Erst im folgenden Jahr konnte das Kraftwerk nach den notwendigen Reparaturarbeiten wieder in Betrieb gehen.